# Władimir Karielin
Władimir Aleksandrowicz Karielin (ros. Владимир Александрович Карелин, ur. 23 lutego 1891 w Smoleńsku, zm. 22 października 1938) – rosyjski rewolucjonista, dziennikarz i polityk.

## Życiorys
Urodził się w rodzinie szlacheckiej. W 1907 wstąpił do partii eserowców, studiował na Wydziale Prawnym Uniwersytetu Moskiewskiego, był aresztowany i zesłany za działalność rewolucyjną, skąd następnie go zwolniono. W latach 1913–1914 pracował w gazecie "Smoleńskij Wiestnik", a 1915-1916 w gazecie "Utra" w Charkowie, w 1917 podczas rewolucji kierował charkowskim komitetem partii eserowców, a w lipcu 1917 stał na czele charkowskiej Dumy Miejskiej. Jesienią 1917 wchodził w skład Rady Starszych Tymczasowej Rady Republiki Rosyjskiej, 1917-1918 był członkiem Prezydium WCIK, w grudniu 1917 wstąpił do partii lewicowych eserowców, od 25 grudnia 1917 do 18 marca 1918 pełnił funkcję ludowego komisarza mienia państwowego Rosyjskiej Republiki Radzieckiej/Rosyjskiej Federacyjnej Socjalistycznej Republiki Radzieckiej (RFSRR). W 1918 wystąpił przeciwko podpisaniu przez bolszewików traktatu brzeskiego, w tym samym roku był zastępcą członka Biura ds. Kierowania Powstańczą Walką KC Ukraińskiej Republiki Ludowej, w lipcu 1918 po powstaniu lewicowych eserowców i jego zdławieniu przez bolszewików znalazł się na nielegalnej stopie i zaocznie został skazany na 3 lata więzienia. W lutym 1919 został aresztowany przez Czekę i wywieziony do Moskwy, w październiku 1919 zwolniony. Od 1921 pracował legalnie jako prawnik w Charkowie, później jako konsultant prawny w Gidrostroju w Charkowie.
26 września 1937 został aresztowany podczas wielkiego terroru, następnie skazany na śmierć przez Wojskowe Kolegium Sądu Najwyższego ZSRR i rozstrzelany. Pośmiertnie zrehabilitowany.